# Willem De Backer
Willem De Backer (Berg, juni 1910 – Korbeek-Lo, 13 januari 1993) was een Belgisch beeldhouwer.

## Leven en werk[1]
Willem De Backer wordt in 1910 geboren te Berg (Kampenhout). Ten gevolge van de Eerste Wereldoorlog verhuist het gezin De Backer van Berg naar Hooglede (Roeselare). Daar krijgt hij zijn eerste opleiding aan de Technische School van Roeselare. Na de terugkeer in Berg volgt hij opleiding aan de Academie van Sint-Jans-Molenbeek en de Koninklijke Academie voor Schone Kunsten van Brussel.
In het begin van zijn carrière voert hij in opdracht werken van anderen uit naar een aangeleverd gipsen model. Dat is de basis van zijn technisch vakmanschap. Hij ontwikkelt zich als een talentvol ontwerper. Hij vestigt zich als zelfstandig beeldhouwer in Korbeek-Lo. In 1942, op 31-jarige leeftijd, wordt hij leraar 'beeldhouwen' aan de Academie van Leuven en blijft er docent tot 1970.
De onderwerpen zijn doorgaans christelijke, religieuze voorstellingen, figuren en naakten. Zijn werk is onmiskenbaar eigentijds, maar behoudt een klassieke vormgeving. De oorlogsmonumenten voor de Nationale Koninklijke Beweging te Leuven en het herinneringsmonument ter nagedachtenis van de oorlogsslachtoffers te Heusden, zijn van zijn hand. Zijn werken zijn te vinden in meerdere kerken en colleges van de Leuvense universiteit. Voorbeelden zijn een Onze-Lieve-Vrouw-met-Kind en Maria Onbevlekte Ontvangenis in de Christus Koningkerk te Aarschot, meerdere beelden in de Sint-Luciakerk van in Begijnendijk en het Onze-Lieve-Vrouwenbeeld en timpaan aan de Onze-Lieve-Vrouw-van-Lourdeskerk te Jette.

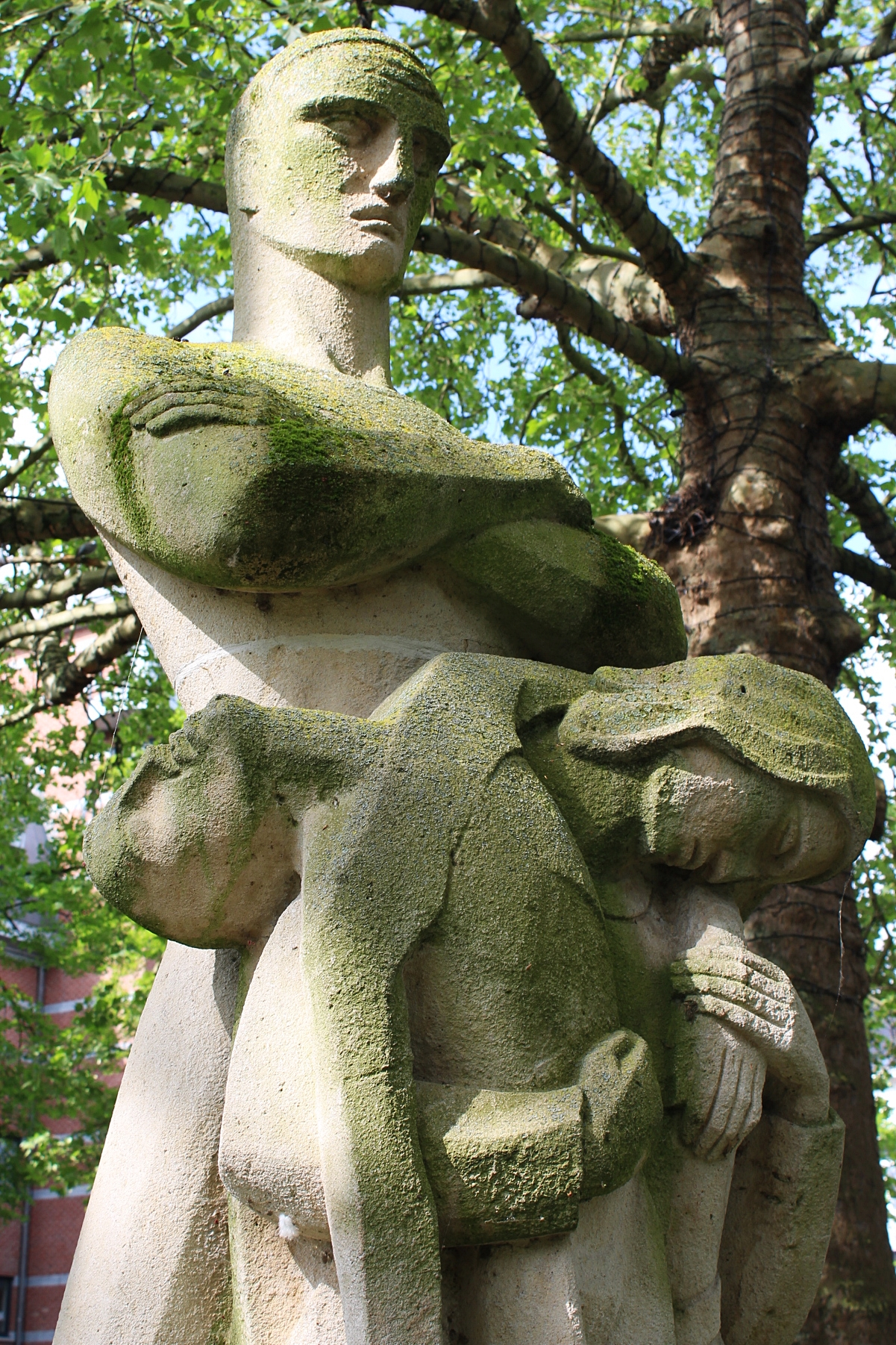
Nationaal Monument voor de Nationale Koninklijke Beweging (Leuven)

Daarnaast werkt hij aan meerdere restauratieprojecten zoals de voorgevel van de Onze-Lieve-Vrouwekerk te Laken, de Leuvense universiteitsbibliotheek en Sint-Michielskerk. Na zijn docentschap is hij van 1970 tot 1979 actief bij de herstelling van de sokkels en beelden van het Leuvense stadhuis.
De Backer was een bescheiden man die sterk betrokken was op zijn werk en de publiciteit schuwde.

## Trivia
Voor de voornaam Willem werd soms Willy, William of Guillaume gebruikt.

## Beeldengalerij

Nationaal Monument voor de Nationale Koninklijke Beweging (Leuven)
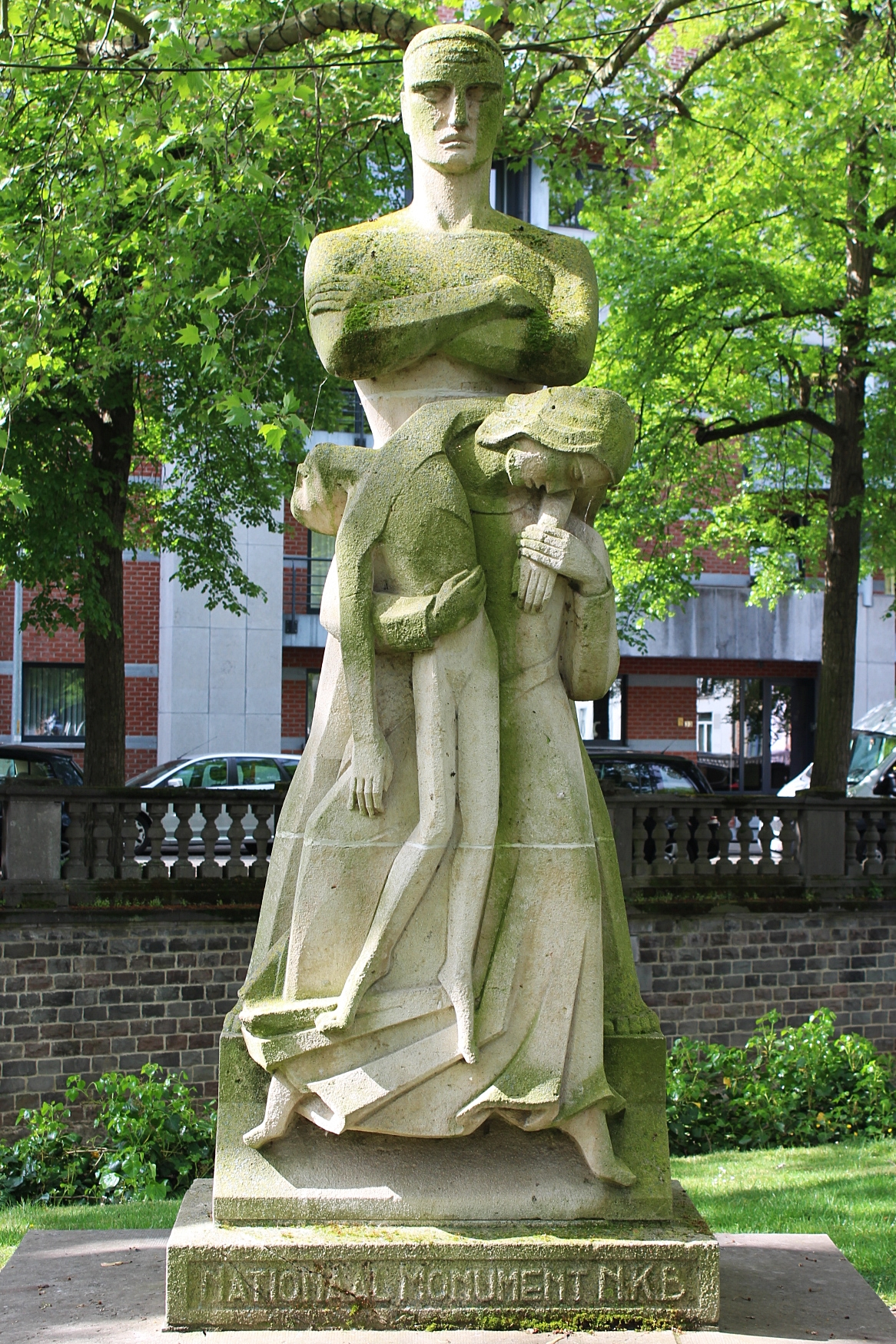
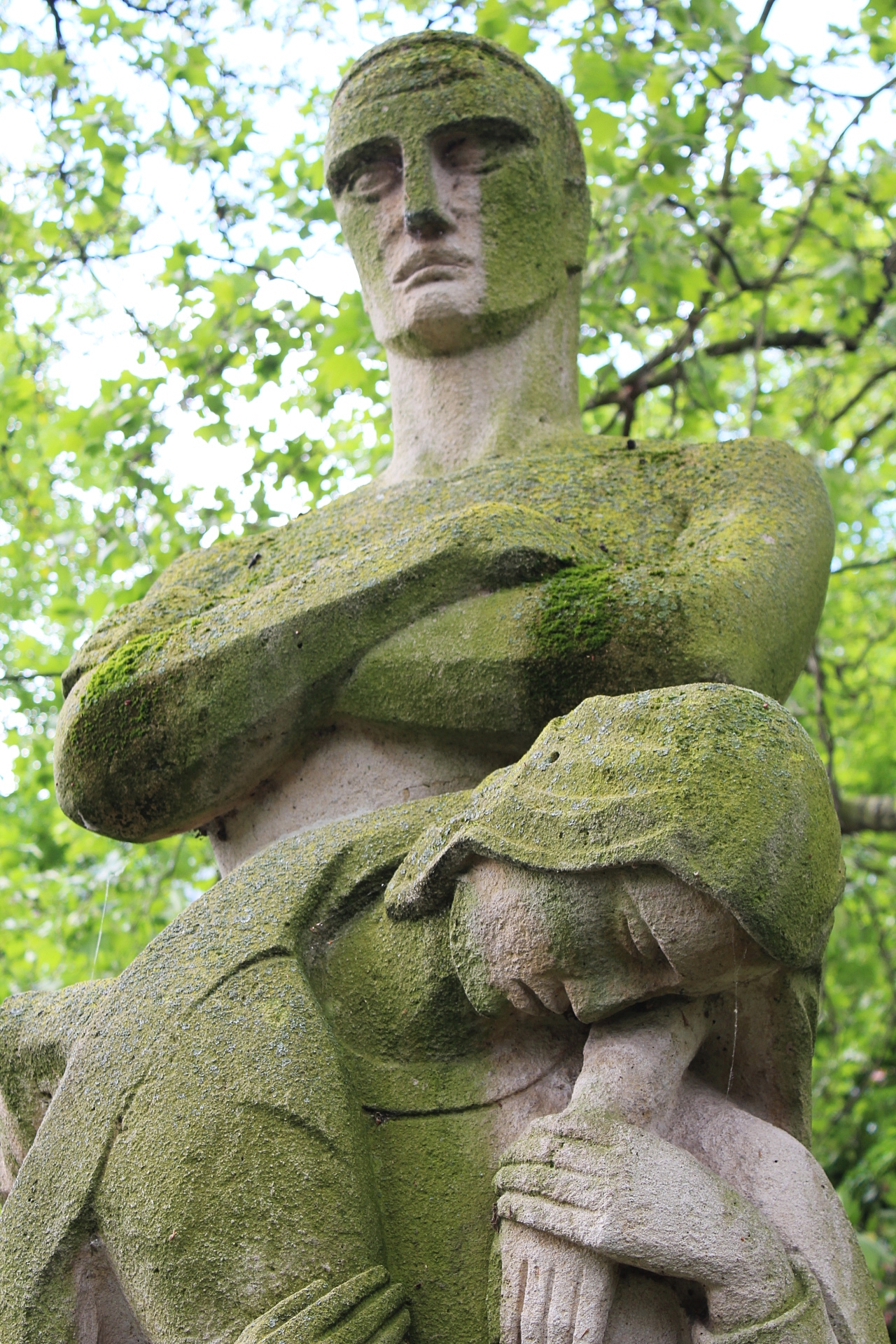
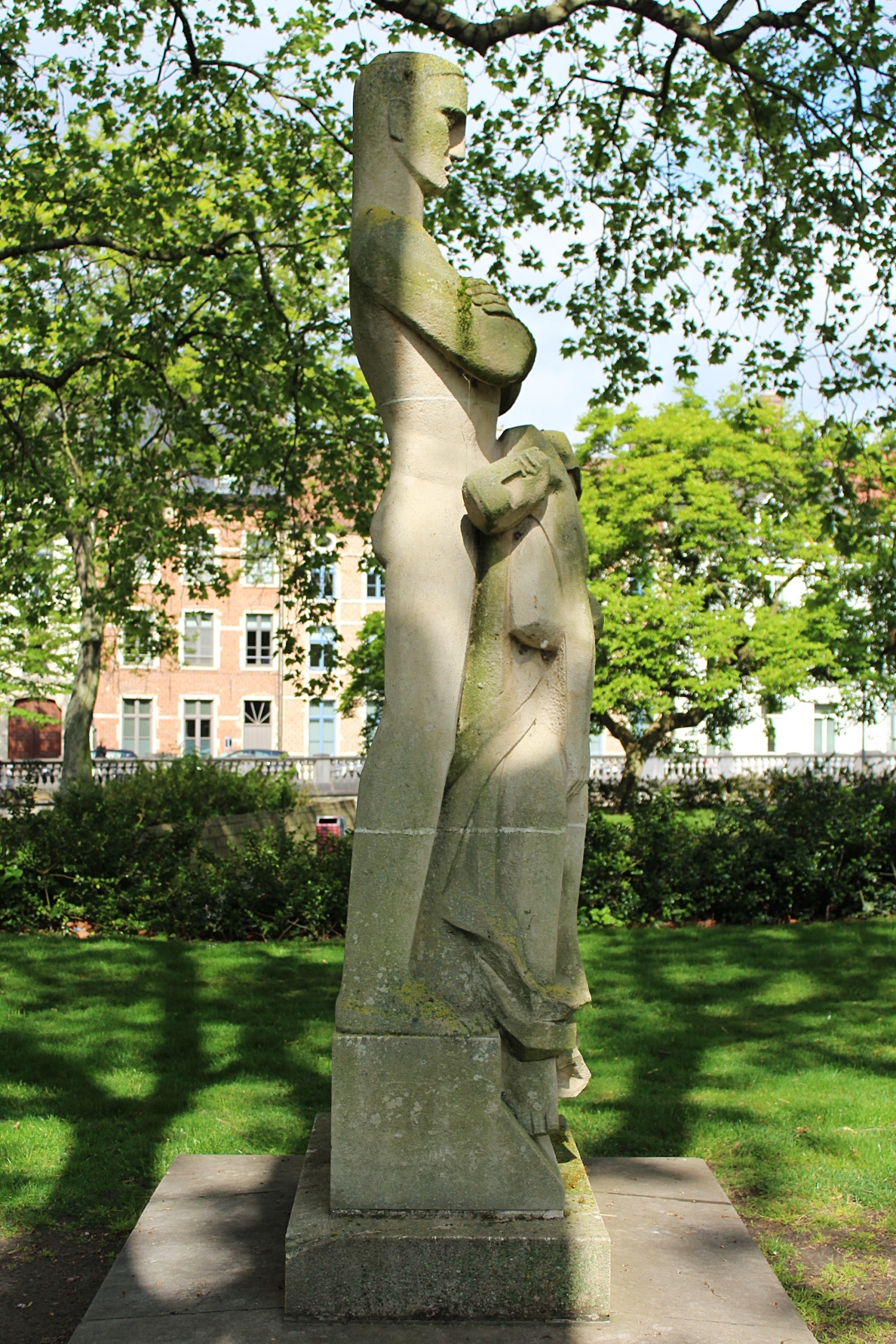
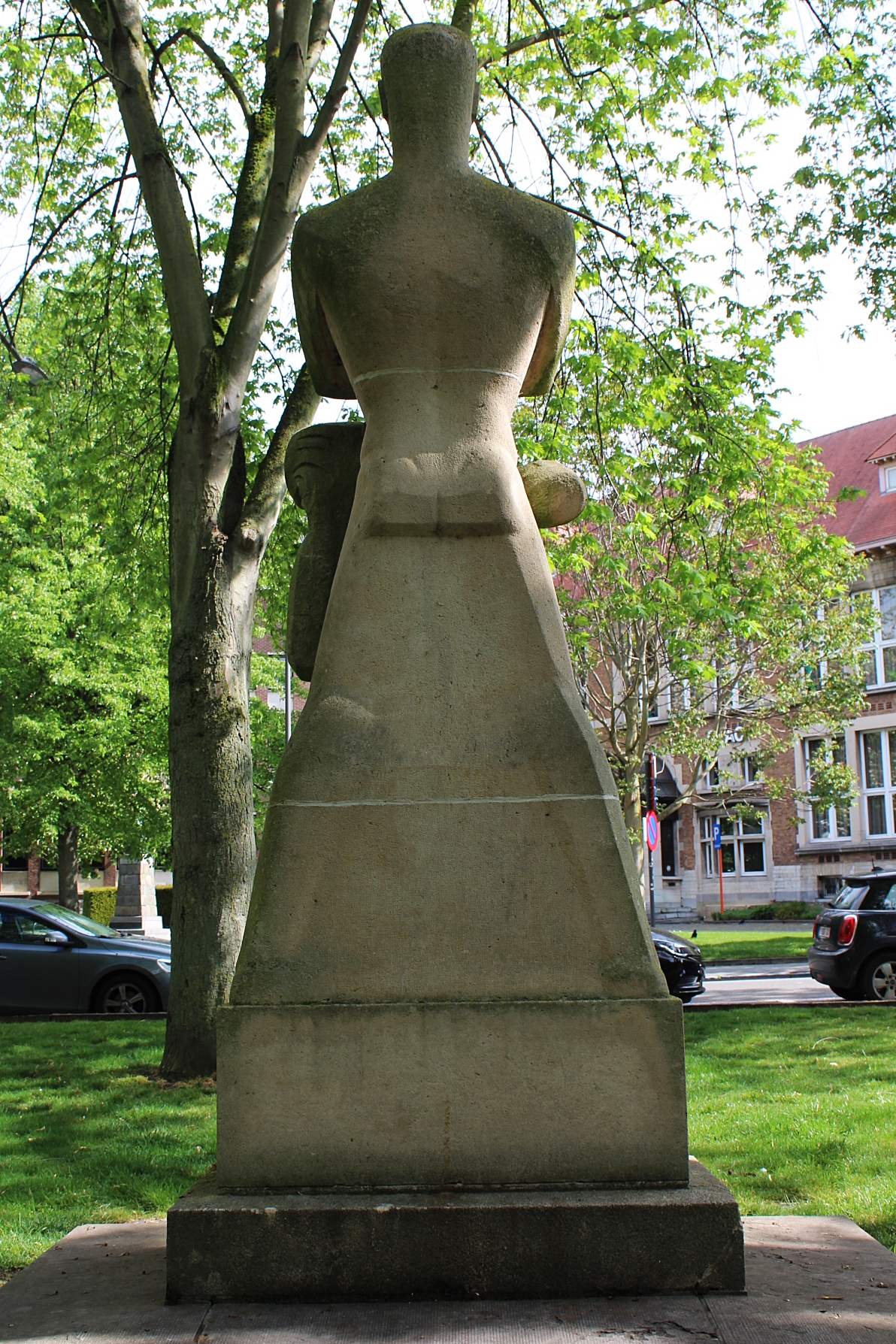
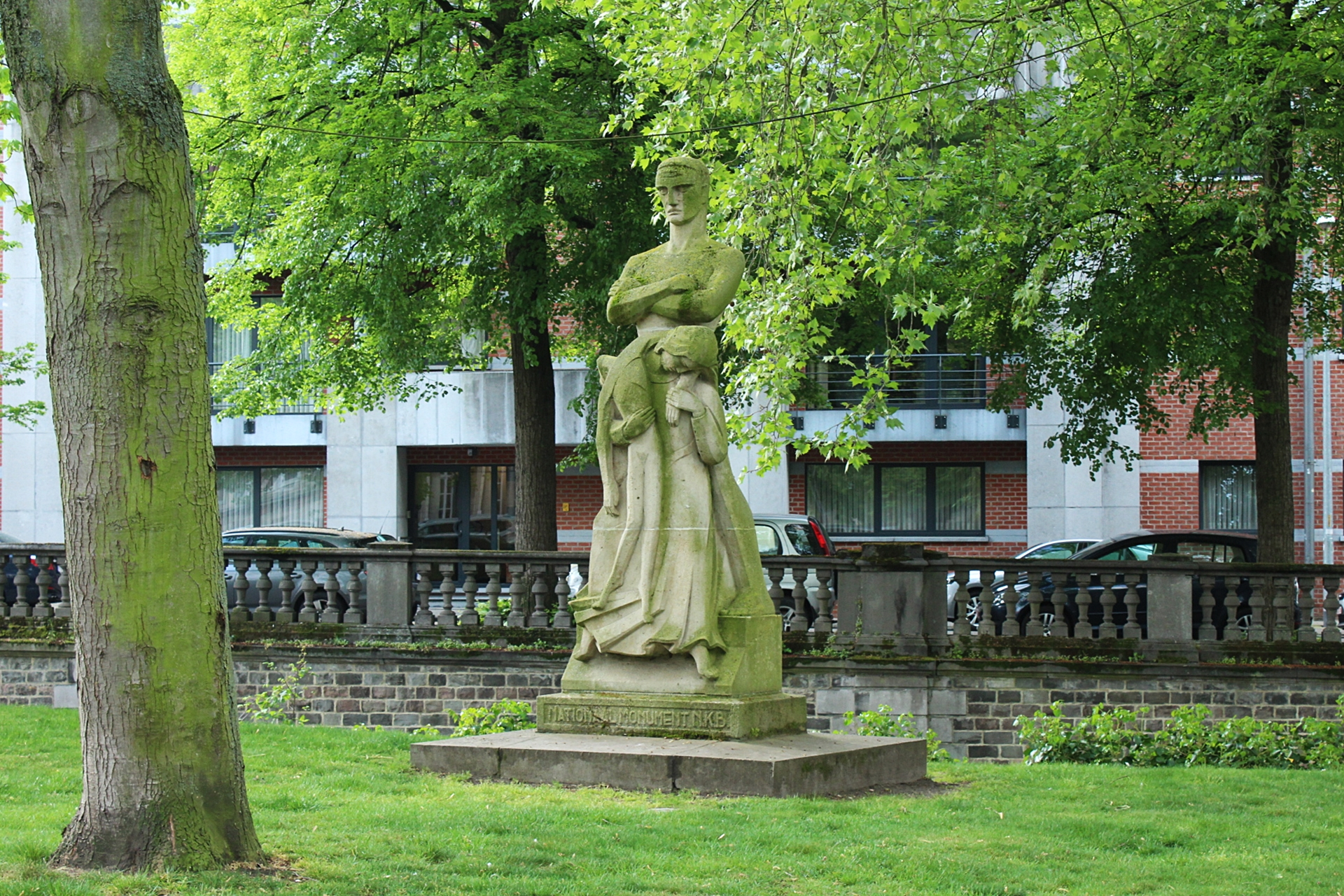

Onze-Lieve-Vrouw-van-Fatima (Gijmel-Aarschot)
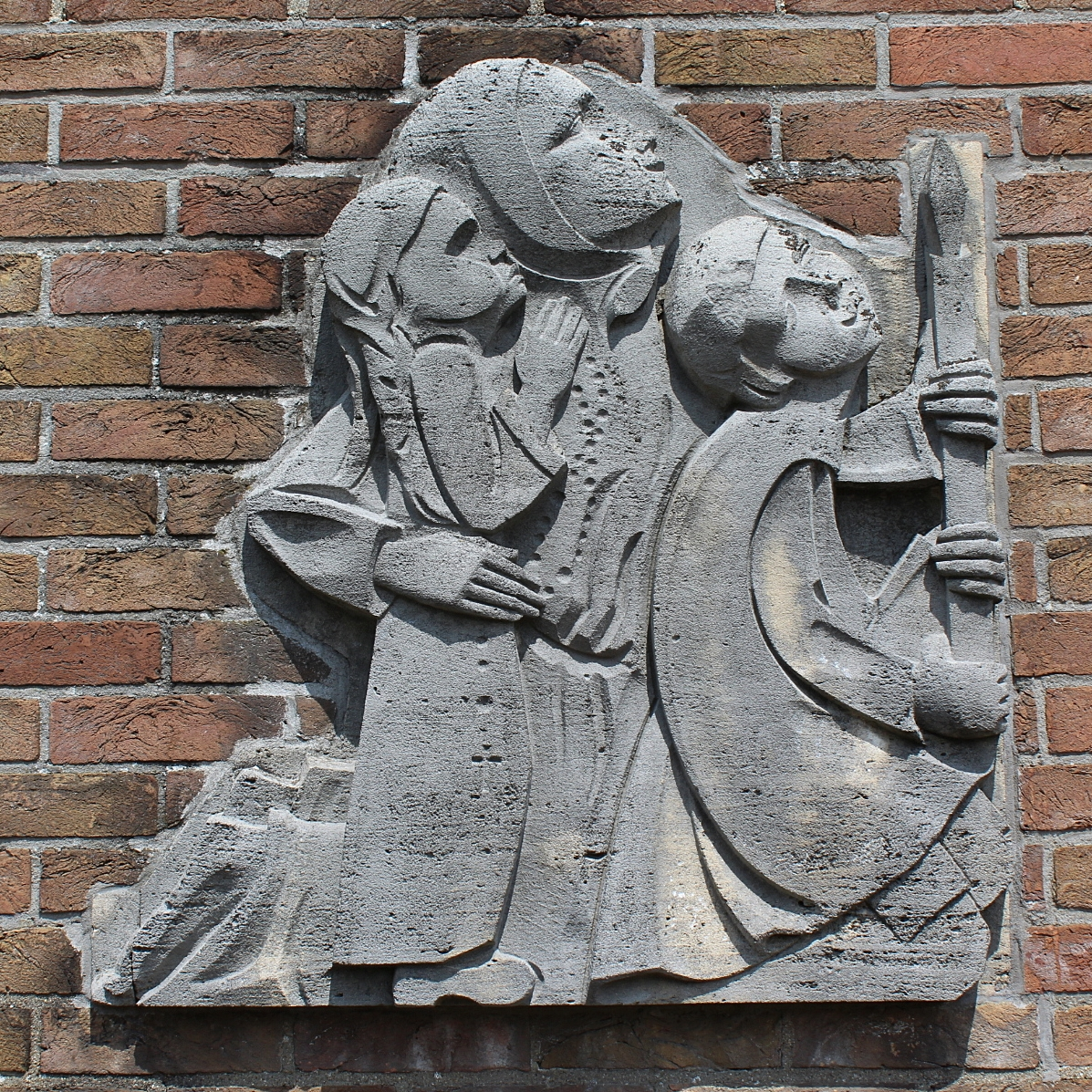
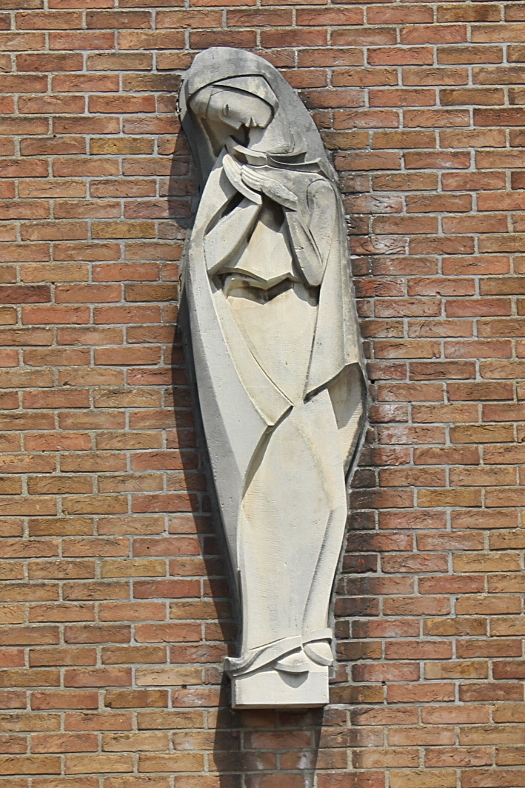
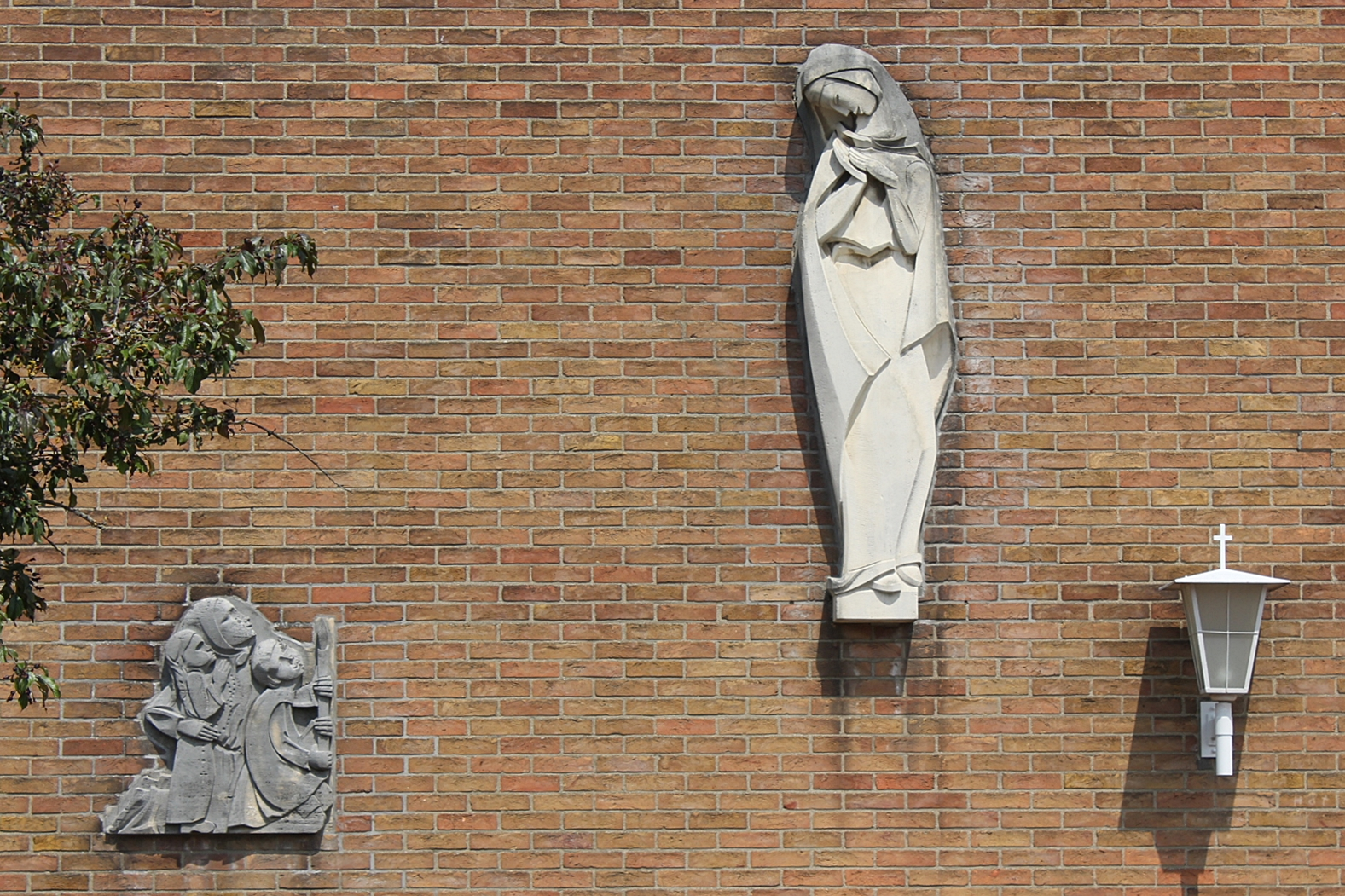
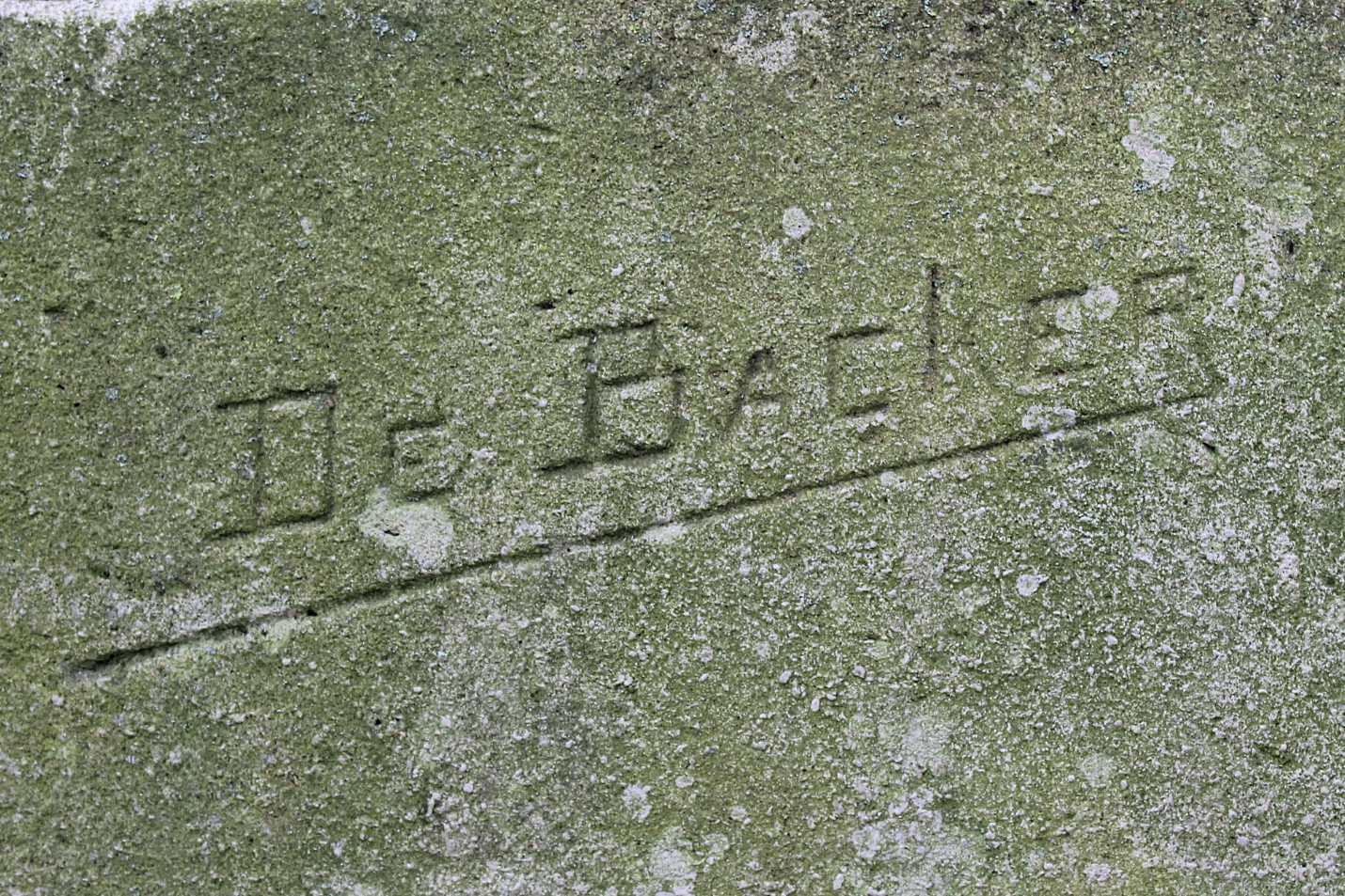
Handtekening